# Beurre maître d'hôtel
Ne doit pas être confondu avec le beurre à l'ail.
Pour les articles homonymes, voir Beurre (homonymie) et Maître d'hôtel.
Le beurre maître d'hôtel est une variante traditionnelle de beurre composé de la cuisine française, à base de beurre, persil, et jus de citron. 

## Histoire
Ses origines les plus anciennes connues semblent issues de la période de la cuisine au beurre de la cuisine française du XVIIIe siècle, avec des publications de nombreuses recettes de divers ouvrages culinaires de référence, dont Le Livre de Cuisine, de Jules Gouffé (1867), le Grand dictionnaire de cuisine, d'Alexandre Dumas (père) (1873) avec de nombreuses recettes « à la maître d'hôtel » ou encore  Le Guide culinaire, d'Auguste Escoffier (1903).

## Étymologie
Étymologiquement, le nom de « beurre maître d'hôtel » vient de la manière dont il était initialement préparé devant les convives par le maître d'hôtel d'un restaurant. 

## Présentation
Il s'agit généralement d'un beurre salé (ou beurre demi-sel) utilisé sur des viandes grillées (steak, côte de boeuf...), poissons, œufs (œuf poché, œufs Polignac...), légumes, pommes de terre... utilisé à la place d'une sauce pour améliorer la saveur d'un plat,,,,.

## Préparation
Le beurre maître d'hôtel est préparé en mélangeant du beurre ramolli avec du persil effeuillé ou finement haché, du jus de citron, sel et poivre (environ 1,5 cuillère à soupe de persil pour 60 g de beurre). Préparé sans ail, il peut être amélioré avec de l'échalote, du vin blanc, de la sauce Worcestershire, ou plus rarement du vinaigre. Il est généralement roulé, après mélange, dans du film alimentaire (ou papier sulfurisé) et refroidi au réfrigérateur pendant environ une heure afin de durcir, pour être éventuellement conservé au congélateur.
Il est généralement déposé sur divers aliments sous forme d'une rondelle tranchée à température ambiante, au moment de servir, et parfois comme condiment complémentaire.  

## Quelques variantes
- Beurre composé
- Beurre d'escargot
- Sauce Café de Paris
- Sauce Colbert
- Sauce Beauharnais
- Sauce chateaubriand
- Beurre ravigote
- Beurre à l'ail
- Persillade